# Vlag van Landgraaf

vlag van de gemeente Landgraaf

De huidige vlag van Landgraaf is op 13 oktober 1983 vastgesteld als de gemeentelijke vlag van de Limburgse gemeente Landgraaf. De vlag wordt als volgt omschreven:
Rechthoekig, bestaand uit drie verticale banen, vanaf de broeking in de kleuren blauw, geel en rood. De middelste gele baan, waarvan de breedte tweemaal de breedte der andere banen bedraagt, is in het midden beladen met een verticale zwarte balk, waarboven drie groene blaadjes van de lauwertak zijn aangebracht. De afmetingen van de vlag staan in de verhouding 7 : 10.
De herkomst en de betekenis van de vlag is niet bekend. Maar de drie blaadjes zou een verwijzing kunnen zijn naar de drie voormalige gemeenten Nieuwenhagen, Schaesberg en Ubach over Worms waaruit de huidige gemeente (de stam in de vlag) bestaat. De kleuren van de vlag zijn ontleend aan het gemeentewapen.

## Verwante afbeelding

Het wapen van Landgraaf

Beek 
· Beekdaelen 
· Beesel 
· Bergen 
· Brunssum 
· Echt-Susteren 
· Eijsden-Margraten 
· Gennep 
· Gulpen-Wittem 
· Heerlen 
· Horst aan de Maas 
· Kerkrade 
· Landgraaf 
· Leudal 
· Maasgouw 
· Maastricht 
· Meerssen 
· Mook en Middelaar 
· Nederweert 
· Peel en Maas 
· Roerdalen 
· Roermond 
· Simpelveld 
· Sittard-Geleen 
· Stein 
· Vaals 
· Valkenburg aan de Geul 
· Venlo 
· Venray 
· Voerendaal 
· Weert